# Rhamphidium montanum
Rhamphidium montanum là một loài rêu trong họ Ditrichaceae. Loài này được Mitt. R.H. Zander mô tả khoa học đầu tiên năm 1993.